# Darío Cvitanich
Darío Cvitanich, né le 16 mai 1984 à Baradero, est un ancien footballeur argentin ayant joué de 2003 à 2022.

## Biographie

### Jeunesse
Darío Cvitanich naît à Baradero et vit une enfance modeste dans la grande banlieue de Buenos Aires. 
Son patronyme à consonance croate s'explique par de lointaines origines familiales dans ce pays. Doté d'un passeport croate depuis 2008, il a longtemps cru pouvoir jouer avec l'équipe nationale de Croatie, pour laquelle il affirme avoir une préférence. Cependant, depuis le 14 janvier 2009, les règles de la FIFA ne permettent pas de prendre la nationalité de l'arrière-grand-père.

### Débuts au CA Banfield (2003-2008)
À l'âge de 15 ans, Cvitanich rejoint le centre de formation du CA Banfield et y fait ses débuts professionnels en 2003. Il joue d'abord peu avec l'équipe première et doit attendre le Tournoi de Clôture 2005 pour marquer son premier but en championnat, face à Almagro. 
À l'issue de la saison 2007-2008, après cinq saisons passées dans son club formateur dont une dernière année réussie (19 buts en 30 matchs de championnat, meilleur buteur du tournoi de clôture avec 13 buts), l'Ajax Amsterdam voit en lui un joueur d'avenir et débourse près de 7,5 millions d'euros pour l'engager jusqu'au 30 juin 2013.

### Ajax Amsterdam (2008-2012)
Il marque son premier but le 12 décembre 2008 contre NAC Breda, puis son premier triplé contre ADO La Haye à l'Amsterdam Arena le 28 décembre 2008, pour un total de 6 buts lors des matchs allers. Il représente alors une alternative crédible à Luis Suarez et à Klaas-Jan Huntelaar.  
En hiver, le club cède sa vedette Huntelaar au Real Madrid et l'équipe s'effondre dangereusement, subissant des défaites mémorables dans un contexte tendu : 6-2 contre le rival PSV Eindhoven, 4-0 contre le Sparta Rotterdam. Dans le même temps, Cvitanich marque seulement 3 buts durant cette phase retour et au terme de la saison, compte tenu des 35 millions d'euros d'euros historiques investis dans le recrutement et de la notoriété du club, la 3e place finale est un gros échec collectif, scellant le départ de l'entraîneur Marco van Basten qui démissionne. 
Lors du Tournoi d'Amsterdam 2009 de pré-saison, il marque contre l'Atlético de Madrid le 24 juillet 2009 mais ne dispute que 6 rencontres de championnat, pour 4 buts inscrits -parmi lesquels un coup du chapeau contre NAC Breda le 13 septembre 2009-. La plupart du temps blessé ou barré par Luis Suarez qui confirme à un niveau très élevé, il sort petit à petit des plans du nouvel entraîneur Martin Jol, si bien que le club gagne la coupe des Pays-Bas et se qualifie pour la Ligue des Champions sans l'attaquant argentin, parti au Mexique à l'occasion du marché hivernal des transferts.
Entre deux prêts, il rejoue pour l'Ajax de janvier 2011 jusqu'à la fin de la saison. Il marque pour son retour le 10 janvier en match amical contre le VfB Stuttgart mais ne contribue finalement que modestement à la conquête du 30e titre de champion du club, n'ayant marqué aucun but en 6 matchs d'Eredivisie joués.

### Prêt au Mexique (janvier 2010-décembre 2010)
Il retrouve du temps de jeu avec le CF Pachuca et remporte la Ligue des champions de la CONCACAF. Il participe à la Coupe du monde des clubs de la FIFA 2010, compétition dans laquelle il inscrit un doublé lors du match pour la 5e place du 15 décembre 2010, remporté aux tirs au but contre l'Al-Wahda Club.

### Prêt à Boca Juniors (2011-2012)
Il retourne en Argentine en juillet 2011 où il s'impose rapidement sur le front l'attaque des Xeneizes, contribuant à la conquête du Tournoi d'ouverture 2011, mais le club finit 4e du Tournoi de clôture 2012 et perd la finale de la Copa Libertadores, tournoi dans lequel Cvitanich n'inscrit qu'un but en 11 apparitions.
Après une deuxième partie de saison moyenne et un total de 10 buts marqués en 39 matchs disputés, le club ne le conserve pas. Il lui reste alors une année de contrat avec l'Ajax Amsterdam qui souhaite s'en séparer.

### OGC Nice (2012-2015)
Le 4 août 2012, il est présenté aux supporteurs de l'OGC Nice à la mi-temps du match amical entre l'OGC Nice et Fulham FC, puis signe un contrat de 3 ans le 6 août 2012 pour environ 400 000 euros. 
L'idée de recruter Cvitanich est impulsée par l'intermédiaire d'un ancien jeune stagiaire du club devenu à cette époque membre de la cellule du recrutement, interpellé par le profil du joueur après visionnage des vidéos de certains de ses matchs avec Boca Juniors, alors que l'OGC Nice avait arrêté de suivre le joueur argentin depuis sa signature à l'Ajax. À 28 ans, il revient tenter sa chance en Europe aux côtés de son compatriote et ancien coéquipier Renato Civelli, avec lequel il a commencé à Banfield, après une expérience mitigée à Amsterdam où il n'a pas justifié le montant élevé de son transfert.

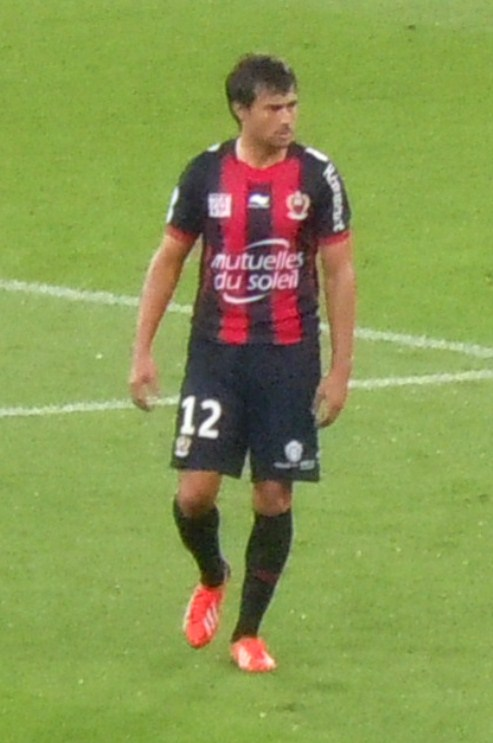
Dario Cvitanich, buteur de l'OGCN

#### Première saison
Les débuts en Ligue 1 sont difficiles pour Cvitanich. Non qualifié pour le déplacement à Valenciennes du 18 août et pour la réception de Lille du 22 août à cause de son passeport croate, il dispute son premier match le 2 septembre lors de la 5e journée contre les Girondins de Bordeaux, après la fin du mercato estival et le départ de Fabián Monzón à Lyon qui lui libère une place d'extra-communautaire.  
Méconnu du public, hors de forme et critiqué après des accrochages avec le défenseur bordelais Ludovic Sané et le défenseur lorientais Grégory Bourillon tous deux finalement expulsés, il inquiète, mais pas pour longtemps : après avoir marqué ses deux premiers buts le 26 septembre 2012 en Coupe de la Ligue contre le Stade brestois (victoire 4-2 de Nice), il ouvre son compteur en championnat contre le SC Bastia lors de la 7e journée.   
Au sein d'une équipe dynamisée par des éléments offensifs comme Éric Bauthéac et Valentin Eysseric, il récidive régulièrement jusqu'à inscrire son premier doublé en Ligue 1 le 15 décembre 2012 lors d'un match gagné 3-2 à domicile contre Évian Thonon Gaillard Football Club en marge de la 18e journée. Avec quatre buts marqués en quatre matchs, il est récompensé du Trophée du joueur du mois UNFP de décembre, devant Thiago Silva et Julien Féret.  
Il clôt la première partie de saison avec 12 buts marqués en 17 matchs toutes compétitions confondues, dont 10 buts en championnat qui font de lui le 3e meilleur buteur de la compétition, derrière Zlatan Ibrahimović (18 buts) et Bafétimbi Gomis (11 buts). Il devient également le 6e joueur de l'OGC Nice à atteindre la barre des 10 buts inscrits en Ligue 1 depuis 2002 et le retour du club dans l'élite, soit le même total que Lilian Laslandes en 2003-2004 et Marama Vahirua en 2004-2005. 
À la reprise, Nice obtient le 13 janvier 2013 un succès historique 5-0 sur le VAFC, un match lors duquel Cvitanich signe son 2e doublé en Ligue 1 et rejoint par la même occasion Kaba Diawara parmi les meilleurs buteurs niçois du XXIe siècle, auteur de 12 buts avec le club en 2002-2003.
Dix jours plus tard, il rate cependant sa tentative à la séance de tirs au but en 16e de finale de la coupe de France contre l'ASNL, après avoir égalisé à la 95e minute à 2-2. C'est le deuxième échec de sa saison dans cet exercice, après un pénalty manqué contre l'ASSE à la 9e journée. Alors que Nice est désormais éliminé des deux coupes nationales, Cvitanich se blesse aux ischio-jambiers le 2 février contre Brest et doit par la suite se soigner d'une rechute. Une statistique flatteuse se confirme toutefois : l'argentin est à ce moment-là l'un des meilleurs finisseurs d'Europe en ayant marqué 12 buts sur 18 tirs cadrés et 1,85 tirs par matchs au 23 mars 2013. Après presque deux mois d'indisponibilité, il fait son retour le 31 mars au Stade du Ray contre l'Olympique de Marseille pour le compte de la 30e journée et ne peut éviter une défaite 1-0, qui empêche Nice d'accéder au podium.  
Il repart en avril sur un rythme efficace avec trois nouveaux buts en quatre matchs, le premier au Stadium du Toulouse FC, partie remportée 4-3 par l'OGCN, et les deux autres au Ray pour des victoires contre le FC Sochaux et l'ESTAC Troyes. Son 15e but marqué contre Troyes le fait passer devant Bakari Koné et Loïc Rémy d'une unité en tête de la hiérarchie des meilleurs buteurs de l'OGC Nice en Ligue 1 depuis 2002. Le 5 mai 2013 contre Rennes, il égale Robby Langers de son 3e doublé en Ligue 1, après lequel il devient le meilleur buteur des Aiglons sur une saison de première division depuis 1990. Il le dépasse définitivement en inscrivant contre l'Olympique lyonnais son 5e pénalty en championnat puis scelle sa saison d'un 19e but lors de l'ultime journée contre l'AC Ajaccio, à l'issue de laquelle l'OGC Nice finit à une 4e place inédite depuis la remontée et se qualifie pour la Ligue Europa. 
Pour son retour en Europe, Cvitanich termine à la 2e place du classement des buteurs de Ligue 1 derrière Zlatan Ibrahimović, à égalité avec Pierre-Emerick Aubameyang. Sur l'ensemble de la saison 2012-2013, il est également le 2e meilleur buteur argentin des cinq grands championnats, derrière Lionel Messi et devant Sergio Agüero, Gonzalo Higuaín ou Carlos Tévez.

#### Deuxième saison
Malgré quelques rumeurs de départ, notamment pour l'AS Rome, liées à son excellente première saison et à des différends avec Jean-Pierre Rivère au sujet des modalités salariales de son contrat, Cvitanich reste à Nice sans avoir été revalorisé pour l'année qui doit être celle de la confirmation, autant à titre personnel que pour le club. Contrairement à l'an dernier, l'argentin commence sur des bases élevés en inscrivant dès la deuxième journée son premier but en championnat et permet à l'OGC Nice de l'emporter 2-1 contre le Stade Rennais, après une lourde défaite inaugurale 4-0 à Lyon. La statistique médiatisée apparue l'an dernier sur son rendement est toujours d'actualité, détenteur à ce moment-là du meilleur ratio tirs/buts sur l'année 2013 en Ligue 1 avec un but tous les 2,7 tirs.
Le 29 août 2013, Darío Cvitanich ouvre le score dès la 4e minute de jeu contre l'Apollon Limassol en match retour des barrages de la Ligue Europa, mais cette victoire ne qualifie pas les Niçois pour la phase de poule à cause de la défaite 2-0 du match aller. Après ce premier tournant négatif dans la saison du club et d'un Cvitanich enthousiaste à l'idée de disputer la coupe d'Europe, il se relance rapidement de son premier doublé de la saison au Stade Pierre-Mauroy du LOSC, servi deux fois par Christian Brüls. L'OGC Nice gagne 2-0 et Cvitanich accède ainsi au onze type de la 5e journée de Ligue 1.
Une semaine plus tard arrive le soir du premier match très attendu à l'Allianz Riviera, le temps pour l'artilleur local d'entrer définitivement dans les mémoires du club en marquant le premier but de l'histoire du nouveau stade et d'asseoir un peu plus sa popularité auprès des supporteurs niçois, au cours d'un match survolé 4-0 par l'OGCN contre Valenciennes. Après la trêve internationale, il inscrit le 18 octobre 2013 à domicile l'unique but de la rencontre face à l'Olympique de Marseille sur son seul tir du match.  
Après dix journées, Nice pointe au 6e rang grâce en partie à l'efficacité récurrente de son canonnier, auteur contre l'OM de son 6e but de la saison. Pourtant la suite se dégrade dangereusement : jusque-là peu efficace en déplacement mais percutante à domicile, la jeune équipe de Claude Puel perd tous ses matchs de la 11e à la 17e journée, soit une série assommante de 7 défaites consécutives (record du club égalé). En dépit d'un 7e but personnel inscrit contre Bordeaux lors de la 12e journée, l'argentin sombre en même temps que ses coéquipiers et ne score plus une seule fois jusqu'à la trêve, alors que les résultats reviennent à la 18e journée avec une victoire 1-0 contre Sochaux.  
Malgré de bons débuts, ses temps de passage à la mi-saison sont inférieurs à ceux de sa première année : 7 buts inscrits dans l'ensemble des compétitions contre 12 en 2012. L'année 2014 commence d'autant plus mal qu'il rate à la reprise du championnat son 3e pénalty sous le maillot niçois en ne cadrant pas sa frappe devant le gardien rennais Benoît Costil, symbole d'un manque de réussite persistant. 
C'est le 15 janvier 2014 qu'il met fin à une série de 604 minutes de jeu sans marquer (toutes compétitions confondues) en inscrivant à bout portant le 3e but égalisateur contre le FC Nantes lors des 1/4 de finale de la Coupe de la Ligue, les niçois finalement crucifiés 4-3 par les Canaris et sortis de la compétition. Muet depuis la 12e journée, il se libère trois jours plus tard à l'Allianz Riviera d'une période de 693 minutes de disette en Ligue 1 quand il transforme de son 8e but un service en profondeur de Luigi Bruins, après plusieurs tentatives avortées par Guillermo Ochoa contre l'AC Ajaccio en marge de la 21e journée.
Il termine la saison en ayant marqué seulement 8 buts.

#### Troisième saison
Le 9 août 2014, lors de la 1re journée de Ligue 1, Cvitanich inscrit un doublé et permet à l'OGC Nice de l'emporter 3-2 contre Toulouse. Arrêté six semaines en raison d'une déchirure au mollet gauche, il peine à retrouver son efficacité de la première saison.

### CF Pachuca (2015)
Le 5 janvier 2015, six mois avant la fin de son contrat, il rejoint le CF Pachuca, club dans lequel il avait été prêté en 2010.
Le 19 novembre 2015, à cause d'une longue blessure, il résilie son contrat à l'amiable avec le club mexicain.

### Miami FC (2016)
Le 22 décembre 2015, il rejoint le Miami FC, club de NASL (deuxième division nord-américaine).

### Retour au CA Banfield (2017-2019)
Dario retrouve son club formateur CA Banfield, le 7 février 2017. 

### Racing Club de Avellaneda (2019-2022)
L'argentin rejoint le Racing Club en janvier 2019. L'ancien Niçois quitte Banfield et la dixième place du championnat argentin pour en rejoindre l'actuel leader. Super Darío sera associé à Lisandro López, meilleur buteur de Superliga argentine, pour former une attaque d'anciens de Ligue 1

## Statistiques
| Saison                | Club                  | Championnat           | Championnat | Championnat | Coupe nationale | Coupe nationale | Coupe de la Ligue | Coupe de la Ligue | Compétition(s) continentale(s) | Compétition(s) continentale(s) | Compétition(s) continentale(s) | Total | Total |
| Saison                | Club                  | Division              | M.          | B.          | M.              | B.              | M.                | B.                | Comp.                          | M.                             | B.                             | M.    | B.    |
| 2003-2004             | CA Banfield           | Ouv+Clo               | 4           | 0           | -               | -               | -                 | -                 | -                              | -                              | -                              | 4     | 0     |
| 2004-2005             | CA Banfield           | Ouv+Clo               | 12          | 3           | -               | -               | -                 | -                 | -                              | -                              | -                              | 12    | 3     |
| 2005-2006             | CA Banfield           | Ouv+Clo               | 21          | 5           | -               | -               | -                 | -                 | -                              | -                              | -                              | 21    | 5     |
| 2006-2007             | CA Banfield           | Ouv+Clo               | 25          | 10          | -               | -               | -                 | -                 | -                              | -                              | -                              | 25    | 10    |
| 2007-2008             | CA Banfield           | Ouv+Clo               | 30          | 19          | -               | -               | -                 | -                 | -                              | -                              | -                              | 30    | 19    |
| Sous-total            | Sous-total            | Sous-total            | 92          | 37          | -               | -               | -                 | -                 | -                              | -                              | -                              | 92    | 37    |
| 2008-2009             | Ajax Amsterdam        | Eredivise             | 18          | 9           | 1               | 0               | -                 | -                 | C3                             | 4                              | 0                              | 23    | 9     |
| 2009-2010             | Ajax Amsterdam        | Eredivise             | 6           | 4           | 2               | 0               | -                 | -                 | C3                             | 3                              | 0                              | 11    | 4     |
| Sous-total            | Sous-total            | Sous-total            | 24          | 13          | 3               | 0               | -                 | -                 | -                              | 7                              | 0                              | 34    | 13    |
| 2010                  | CF Pachuca (prêt)     | Clo+Ouv               | 32          | 13          | -               | -               | -                 | -                 | LCC+SL+CMC                     | 5+2+2                          | 1+0+2                          | 41    | 16    |
| 2010-2011             | Ajax Amsterdam        | Eredivisie            | 6           | 0           | 1               | 0               | -                 | -                 | C3                             | 1                              | 0                              | 8     | 0     |
| 2011-2012             | Boca Juniors (prêt)   | Ouv+Clo               | 27          | 9           | -               | -               | -                 | -                 | CL                             | 11                             | 1                              | 38    | 10    |
| 2012-2013             | OGC Nice              | Ligue 1               | 29          | 19          | 2               | 1               | 1                 | 2                 | -                              | -                              | -                              | 32    | 22    |
| 2013-2014             | OGC Nice              | Ligue 1               | 31          | 8           | -               | -               | 1                 | 1                 | C3                             | 2                              | 1                              | 34    | 10    |
| 2014-2015             | OGC Nice              | Ligue 1               | 9           | 3           | -               | -               | 1                 | 1                 | -                              | -                              | -                              | 10    | 4     |
| Sous-total            | Sous-total            | Sous-total            | 69          | 30          | 2               | 1               | 3                 | 4                 | -                              | 2                              | 1                              | 76    | 36    |
| 2015                  | CF Pachuca            | Clo+Ouv               | 14          | 2           | 2               | 2               | -                 | -                 | -                              | -                              | -                              | 16    | 4     |
| 2016                  | Miami FC              | NASL                  | 26          | 9           | 1               | 0               | -                 | -                 | -                              | -                              | -                              | 27    | 9     |
| 2016-2017             | CA Banfield           | Primera División      | 16          | 9           | -               | -               | -                 | -                 | -                              | -                              | -                              | 16    | 9     |
| 2017-2018             | CA Banfield           | Primera División      | 18          | 9           | -               | -               | -                 | -                 | CL+CS                          | 4+2                            | 2+0                            | 24    | 11    |
| 2018-2019             | CA Banfield           | Primera División      | 13          | 5           | -               | -               | -                 | -                 | -                              | -                              | -                              | 13    | 5     |
| Sous-total            | Sous-total            | Sous-total            | 47          | 23          | -               | -               | -                 | -                 | -                              | 6                              | 2                              | 53    | 25    |
| 2018-2019             | Racing Club           | Primera División      | 10          | 3           | 2               | 0               | 4                 | 1                 | CS                             | 2                              | 0                              | 18    | 4     |
| 2019-2020             | Racing Club           | Primera División      | 17          | 3           | 2               | 0               | 1                 | 0                 | CL                             | 3                              | 0                              | 23    | 3     |
| Sous-total            | Sous-total            | Sous-total            | 27          | 6           | 4               | 0               | 5                 | 1                 | -                              | 5                              | 0                              | 41    | 7     |
| Total sur la carrière | Total sur la carrière | Total sur la carrière | 364         | 142         | 13              | 4               | 8                 | 5                 | -                              | 41                             | 7                              | 426   | 158   |

## Palmarès
Ajax Amsterdam
- Championnat des Pays-Bas
  - Champion (1) : 2011

 CF Pachuca
- Ligue des champions de la CONCACAF
  - Vainqueur (1) : 2010

 Boca Juniors
- Championnat d'Argentine
  - Champion (1) : Ouverture 2011
- Copa Libertadores
  - Finaliste : 2012

 Racing Club
- Championnat d'Argentine
  - Champion (1) : 2019
- Trophée des champions de la SuperLigue Argentine
  - Vainqueur (1) : 2019

### Distinctions personnelles
- Meilleur buteur du Tournoi de clôture du championnat d'Argentine en 2008 avec 13 buts
- Trophée UNFP du meilleur joueur de Ligue 1 du mois de décembre 2012
- 2e co-meilleur buteur de la saison 2012-2013 du championnat de France de Ligue 1 avec 19 buts

## Style de jeu
Darío Cvitanich est un avant-centre que l'on peut assimiler au renard des surfaces, qui par « instinct », sait se « placer au bon endroit, au bon moment » selon Carlos Bianchi. Doté d'un fort tempérament, « malin » comme dit Francis Gillot, il est opportuniste et combatif, en multipliant les appels de balle mais aussi les efforts défensifs. Il peut ainsi prendre la profondeur, même s'il n'est pas très rapide, comme jouer un rôle de pivot au front de l'attaque malgré son petit gabarit.
Dans le Canal Football Club du 3 février 2013, son entraîneur de Nice Claude Puel déclare à son sujet : « J'ai eu un peu peur au début, car on était très loin de ce que je voulais dans la qualité de travail et la remise en question. On a insisté avec lui sur les déplacements, l'exigence, on a dû faire avec lui un long travail de persuasion car il rechignait un peu à faire du travail devant le but, mais je trouvais sa gestuelle tellement intéressante au niveau du pied que je trouvais dommage de ne pas le voir davantage en situation. »

## Vie privée
Depuis 2011, Darío Cvitanich est en couple avec la journaliste et mannequin argentine Cecilia Bonelli. En décembre 2011 en Argentine, elle l'interviewe après un match et ils s'embrassent en direct devant les caméras de plusieurs télévisions, rappelant l'épisode du baiser entre le footballeur espagnol Iker Casillas et la journaliste espagnole Sara Carbonero après la victoire finale de l'Espagne en Coupe du monde 2010,,. 
Dans la nuit du 2 avril 2013, il devient le père d'une petite Lupe.